# ウイットネス・リー
ウイットネス・リー（英語: en:Witness Lee、中国語：zh:李常受、 Lǐ Chángshòu) (1905年9月3日–1997年6月9日) は、中国人のクリスチャン伝道者であり、ウオッチマン・ニーの後に諸地方教会を導いた働き人であり、リビング・ストリーム・ミニストリーの創設、運営者として働いた。かつて中国大陸にいた時期は、ウオッチマン・ニーの重要な同労者の一人であり、中国北部や上海などで働きを行った。ウオッチマン・ニーによって遣わされて海外に移住した後、全世界各地に諸地方教会を設立し、ウオッチマン・ニーの務めを継承、多くの教会と聖徒たちから敬愛を受けた。
ウオッチマン・ニーと同じように、ウイットネス・リーは、キリスト、その霊、命、教会の事柄を重んじた。そして、信者たちの主観的な経験と、キリストを命として経験することを強調した。また、それらの経験は教会の建造のためであり、その教会とは命のない組織ではなく、キリストの有機的なからだであると強調した。　2014年4月29日、ペンシルベニア州選出のアメリカ合衆国下院議員Joseph R.Pitts氏(en:Joe Pitts)は議会で公にウイットネス・リーを称賛して、「その影響は中国圏を越えて、全世界の信者たちに対して傑出した貢献をした」と述べた。

## 生涯と働き

### 初期
ウイットネス・リーは1905年、中国の山東省で生まれた。リーの母方の祖父は、南部バプテスト派の信者で、リーの母をキリスト教に導いた。母はアメリカ南部バプテスト派のミッション・スクールで学び、十代の時、その南部バプテスト教会でバプテスマを受けた。リーの父親は農夫であったが、1923年に亡くなった。子供たちに中国語と英語の十分な教育を受けさせるために、母親は自分の唯一の形見を売って十分なお金を作り、子供たちを学校に通わせた。 
リーの母はチーフーのバプテスト教会に、リーを連れて行った。リーは煙台の南部バプテストの中国の小学校で勉強し、またアメリカ長老派の経営する英語ミッション・カレッジで勉強した。リーは若い時に南部バプテスト教会の日曜礼拝と日曜学校に出席したが、救われてはおらず、彼らのところではバプテスマも受けなかった。リーの二番目の妹は、救われてから、リーのために祈って、中国人牧師を紹介した。この牧師は何度もリーを訪問して、日曜の朝の礼拝式に参加するよう励ました。1925年4月、19歳の時に、リーはピース・ワンの福音の宣べ伝えによって感動され、主に立ち返り、神に仕えるために残りの全生涯を神にささげた。
リーはウオッチマン・ニーの著作を読むことによって、宗派というのは聖書的ではないことを認識し始めた。1927年の末、中華自立教会(en:Chinese Independent Churches)は、リーを彼らの理事会の一人に選んだ。ところがリーはその時、その地位を受けず、宗派を離れた。それ以来、リーはプリマス・ブレザレンのベンジャミン・ニュートン(en:Benjamin Wills Newton)派の集会に参加するようになり、そこに七年半の間とどまり、1930年、ブレザレンの指導者バーネット氏により海で全身を浸すバプテスマを受けた。

### ウオッチマン・ニーとの働き
リーはクリスチャンになるとすぐに、さまざまなクリスチャン教師たちの書物を学び始め、ウオッチマン・ニーの二つの定期刊行誌「明けの明星」、「クリスチャン」を見つけた。リーはウオッチマン・ニーと文通を始め、聖書を理解する上での助言と指導を求めた。1932年、ニーは煙台を訪れ、彼らは初めて互いに会うこととなった。ニーの訪問の間、リーは自分と神との関係、またどのように聖書を学ぶかに関する理解に大変革があったと感じた。
この時期、リーは職業を捨て全時間で主に仕えるよう主が召していると深く感じ始め、1933年8月に仕事をやめて全時間で主に仕えるようになり、その8年前に生涯をイエス・キリストにささげると誓った誓願を成就した。その直後に、リーはウオッチマン・ニーから手紙を受け取り、そこには以下のように書かれていた。「ウイットネス兄弟、あなたの前途について、あなたは全時間で主に仕えるべきであるとわたしは感じています。あなたの感覚はどうでしょうか？　主があなたを導いてくださいますように」。リーはこの短い手紙を受け取って大いに励まされ、自分の決定に対して強い確信を受けたと感じた。 その時点から、リーはニーと密接に働いた。
1934年、リーと彼の家族は上海に移住し、ニーの出版の働きの責任を託された。特に「クリスチャン」という雑誌の編集者に任命された。この雑誌は1934年から1940年まで発行された。彼はまた「ニューズレターの収集」の編集者にもなった。1934年にリーは中国各地を旅行し始め、信者たちにメッセージを与え、諸地方教会を確立した。リーが与えたメッセージの結果、浙江省で多くの諸地方教会が確立された。1935年末から1937年夏まで、彼は労苦して北京と天津で教会を確立した。彼はまた遠くへ旅をし北西部の綏遠省、山西省、陝西省の各省で福音を宣べ伝え、聖徒たちを確立した。それは、1937年に日本軍が侵略してくるまで続いた。
日本軍の侵攻のゆえに、1937年11月、リーは煙台に戻り、1943年まで大部分の時間を、煙台に在る教会と青島市近郊の教会を顧みることに費やした。1942年末、彼の故郷煙台で、彼が個人的に聖徒たちを養ったことと、彼がニーの務めに密接に従ったことを通して、大復興がもたらされた。1943年1月1日から、教会は百日間、連続して集会した。その結果、八百名以上の聖徒たちがすべてを主にささげ、何人かは移住して中国北西部で福音を推進した。その期間の終わり、1943年5月、リーは日本軍に逮捕され、一か月間、獄に入れられた。彼の健康は投獄によって大いに弱まり、釈放後、間もなく肺結核が進行した。休息し完全に回復するために、彼は1944年、青島に移り、そこに二年間とどまった。終戦に続き中国では共産主義が台頭しニーの務めに大きな障害をもたらした。1949年5月、国共内戦による政局の変化のゆえに、ニーとその同労者はリーが中国大陸を離れて台湾へ行き、主の回復の働きを継続するように指示した。彼はまたリーに、上海福音書房の出版の働きを継続するように命じた。  
ニーとリーは1950年、香港で再会した。一か月以上、彼ら二人は共に奉仕し、香港に在る教会に復興をもたらした。ニーはリーに、香港に在る教会と働きを監督する責任を託した。彼はリーに、長老たちを教示し、教え、指導し、奉仕と執事の務め、そして集会所建築のための土地を買うことに関する按配をするようにと命じた。ニーはまたリーに、中国以外での出版の働きの責任を担うようにと命じた。それはその当時、台湾の台湾福音書房によって、また香港の香港福音書室によってなされていた。間もなく、ニーは中国大陸に戻った。それはこの二人が互いに会った最後の時であり、彼らが直接、交流した最後の時であった。その時点から、リーはニーが始めた未完成の働きを遂行し始めた。

### 台湾での働き
1949年5月、リーは台湾に移住した。初めのころ、聖徒たちは多くなく、教会はごくわずかであったが、彼はその年の8月、その地で働きを開始した。彼の勤勉な労苦と不断の言葉の務めを通して、信者の数は最初の年に三十倍以上に増加した。五、六年のうちに、人数は四万人以上に増えた。リーは教会のために年ごとの訓練と特別集会を指導した。1951年に始まり、彼は全時間で仕える者たちのために訓練を持った。1953年に彼はまた同労者のために正式の訓練を持った。出版の働きに関するニーの指示に答えて、リーは台湾福音書房の下で書物を出版し始めた。福音書房はやがて、中国以外でのウオッチマン・ニーの働きの出版社として公に認められた。彼はまた忠信に、「言葉の務め」と呼ばれる雑誌を出版した。それは1950年から1986年まで415回続いた。

### 西洋での働き
1958年4月から10月まで、リーは英国のロンドン、デンマークのコペンハーゲンに招かれ、集会を指導した。これは西洋での彼の働きの開始となった。次に1958年と1961年に、リーは三回、アメリカ合衆国を訪問した。1962年、彼はロサンゼルスに移住した。その年の12月、彼はロサンゼルスで英語での最初の特別集会を持った。これらのメッセージはやがて、「すべてを含むキリスト」と題する本として出版された。続く年、多くの門が開かれ、彼は国中から無数の招待を受け、多様なクリスチャングループに語った。1960年代、彼は多くの短期の特別集会と長期の非公式の訓練を、ロサンゼルスや合衆国の他の都市で持った。彼のメッセージは小雑誌に印刷され、「流れ」(The Stream)と呼ばれる季刊本で出版された。彼はまた1965年、流れ出版社(Stream Publishers)を設立し、それは後ほどリビング・ストリーム・ミニストリー（en:Living Stream Ministry）となった。
リーは1960年代から1970年代の間、アメリカ合衆国とカナダの多くの場所を訪問した。彼はまた何度も極東に戻って台湾の諸教会を強化し、成就した。1960年代、彼はしばしばフィリピン、香港、シンガポール、インドネシア、マレーシア、タイ、日本を訪問した。1965年にはブラジルとその他の南米各地を訪問した。1971年には、オーストラリアとニュージーランドを訪問し、聖徒たちを助けた。以上の国に加えて、1970年代に、彼は韓国、多くのヨーロッパ諸国、イスラエルを訪問した。1974年、リーは正式の十日間の国際的な訓練を年に二回持ち始めた。彼はこれらの機会を用いて聖書を書ごとに解説し、ローマ人への手紙(1974年12月)と創世記(1974年から1978年まで)のライフスタディを開始した。1984年12月、使徒行伝をもって新約のライフスタディが完了した。1995年6月、箴言、伝道の書、雅歌をもって旧約のライフスタディが完了した。この期間、彼は新約のすべての書のために、広範囲のアウトライン、フットノート、引照聖句を書いた。これらは合本にされて新約聖書の新しい訳、回復訳聖書となり、1987年に中国語で、1991年に英語で、1995年に日本語で出版された。

### 神の定められた道
「神の定められた道」の始まりは1980年代の中頃で、ウイットネス・リーは諸地方教会における成長率があまりにも遅いと感じ、前進する最上の道に確信がなかったため、1984年に状況を学ぶためにアメリカから台湾に一時的に戻った。最終的に、一人の語り手による大きな集会から家における小組の集会へ転換する必要を確信し、集会の転換を決定した。彼はその後、務めの中でこのことを「神の定められた道」として強調し始めた。リーは神の定められた道を実行することによって古さと堕落から救われ、聖書的な模範に戻されることを確信した。神の定められた道は四つの主要な段階から成っている。
神の定められた道の第一段階は、新約の福音の祭司職を成就することで、それは神の救いのために罪人を捜し、訪ね、接触し、罪人をキリストのからだの有機的な肢体とし、彼らを新約の供え物として神にささげることです（ローマ15:16、Ⅰペテロ2:5,9）。第二段階は、キリストにある生まれたばかりの幼子を家庭の集まりで、養う母として供給し、はぐくむことです（Ⅰテサロニケ2:7）。第三段階は、小組の集まりで相互に教え合うことによって聖徒たちを成就し、その務めの働きのために、キリストの有機的なからだを建造することです（エペソ4:12-13）。最後に、神の定められた道の第四段階は、召会の集会でのすべての聖徒たちによる預言であり、手順を経た三一の神の有機体としてのキリストのからだを直接、有機的に建造することです（Ⅰコリント14:1-15,23-26,31,39a）。—ウイットネス・リー、バイタルグループの緊急の必要に関する交わり

### 後期の務め
1994年2月に、リーは「神聖な啓示の高嶺」として言及した主題についてメッセージを解き放ち始めた。これらのメッセージにおけるリーの語りかけの焦点は「神のエコノミー」であり、それは「信者たちを神格においてではなく、命と性質において神とするため」であった。彼はまた、「新エルサレム、法理的な面と有機的な面をもった神の全体的な救い」、「神聖で奥義的な三つの時期におけるキリストの満ち満ちた務め」、「究極的に完成された三一の神と信者たちの合併」など、他の主要な題目についても語った。彼はまた「結晶の学び」として知られている聖書の詳細な解説のシリーズを開始した。そして、彼は「神の定められた道」の実行と、信者たちと諸教会の間の交わりを励まし続けた。
ウイットネス・リーは最後の特別集会を1997年2月に行った。三か月後、彼は前立腺癌が原因による合併症で入院した。彼は1997年6月9日に召された。

## ウイットネス・リーの教え

### 神
神は比類のない一であり、明確に三の両方である。父、子、霊は永遠に区別があり、決して分けられず、決して独立して行動されない。三一の神は、御父が、御子の中で、その霊として信者たちにとって命であり、命の供給である。神はご自身の永遠の存在、命において変化はないが、ご自身のエコノミー（計画）的な行動において、肉体になること、人の生活、死、復活、昇天の手順を経過して、命を与える霊として究極的に完成されて（Ⅰコリント15:45．Ⅱコリント3:17）、信者たちの中に住まわれた。三一の神はご自身を信者たちの中へと分与して、彼の神聖な命をもって再生し（Ⅰペテロ1:3）、彼の神聖な性質にしたがって造り変え（ローマ12:2．Ⅱコリント3:18）、彼の神聖な栄光をもって栄光化し（ローマ8:30）、彼らを命、性質、表現において彼と同じにする。この分与は、三一の神と三部分から成る人との相互の住み合いとしての新エルサレムにおいて究極的に完成し（啓21:3,22）、永遠に神を完全に表現する。

### キリスト
生けるキリストは死んだ宗教と異なっている。からだのかしらとしてのキリストは（コロサイ1:18）、単に召会の導き手であるのでなく、からだが存在し、生き、働くパースンその人である（エペソ4:16．コロサイ2:19）。キリストの満ち満ちた務めは、その務めを通して彼のエコノミーを完成し、三つの時期、すなわち肉体と成ること、包括、強化の時期を遂行する。肉体と成ることの時期において、キリストは神を人の中へともたらし、人性において神を表現し、彼の法理的な贖いを完成し、信者たちに罪の赦し（コロサイ1:14）、神の御前での義認（ローマ4:25．5:18）、神への和解（ローマ5:10）、地位上の聖別（ヘブル13:12）をもたらした。包括の時期において、キリストは彼の復活を通して神の長子と明示され（ローマ1:3-4．8:29）、すべてを含む、複合の、命を与える霊と成り（Ⅰコリント15:45）、信者たちを再生し、神の多くの子たちとする（Ⅰペテロ1:3）。強化の時期において、彼は神の七つの霊へと強化され（啓1:4．5:6）、彼の有機的な救いを強化することによって、召会（教会）の堕落を対処し、勝利者を生み出し、永遠に新エルサレムを究極的に完成する。

### その霊
キリストは命を与える霊であり（Ⅰコリント15:45）、復活におけるキリストの実際である（ヨハネ14:16-20）。その霊は永遠の方である一方（エペソ4:4）、召会（教会）の堕落の時代において、神のエコノミーの完成のためにその霊の機能と働きは「七倍」に強化された（啓1:4．5:6）。すべてを含む、複合の、命を与える、内住の、七倍に強化され、究極的に完成された霊は手順を経た三一の神の究極的な完成である。その霊としてのキリストの経験は、信者たちを究極的に完成された霊と霊なるキリストの神聖で奥義的な領域へと導き、そこで信者たちは三一の神であるすべてを享受し、経験する。

### 救い
神の全体的な救いの法理的な面は、十字架上のキリストの死によって完成され、それは罪人が神の御前で赦され、洗われ、義とされ、神へと和解され、地位的に神へと聖別されるためである。法理的に贖われ、神へと和解された信者たちは、今や神の救いの有機的な面を享受することができる。それは、キリストの命の中で遂行され（ローマ5:10）、命を与える霊を通して得られる。このような有機的救いにおいて信者たちは再生され、聖別され、更新され、造り変えられ、キリストのかたちに同形化され、究極的に栄光化されて神聖な命を完全に表現する。

### 命
命は、造り変えられた三部分から成る人の中へと分与された神ご自身である（Ⅰテサロニケ5:23．ローマ8:10,6,11）。この分与は人をキリストの栄光のかたちへと造り変え．（Ⅱコリント3:18）、それによって、人は神の表現となる。聖書は命の木をもって始まり（創2:9）、命の木をもって終わる（啓22:2）。命の木の路線は常に善悪知識の木の路線と相対している。信者たちは彼を霊的に食べ飲みすることによって、キリストを享受することができる（ヨハネ6:54-58）。今日、キリストは命を与える霊であるので、信者たちはすべての祈りにより、神の言葉を受けることによって、彼を命、命の供給として実行上、実際に享受することができる（エペソ6:17-18）。キリストを享受する簡単な方法は彼の名を呼ぶことである（Ⅰコリント12:3）。それは旧約（創4:26．12:8．イザヤ12:3-4．哀3:55）と新約（ローマ10:12-13．Ⅰコリント1:2．使徒9:14,21）の両方において実行されてきた。主の御名を呼ぶことは食べること（イザヤ12:3-4））と吸い込むこと（哀3:55-56）の両方である。

### 信者
神と彼の贖われた民の関係は、ミングリング（混ざり合い）の関係である。ミングリングの中で、神と人の二つの性質は区別されたまま保たれる。　信者たちは神の神聖な命をもって神から生まれ (ヨハネ1:13, Ⅰヨハネ5:1) 、また神の神聖な性質にあずかる者となっており (Ⅱペテロ1:4) 、それは、命、性質、表現、機能において神と同じになるためである。　神は彼の神聖な三一において合併であり(ヨハネ14:10-11)、神のエコノミーの目標は、再生され、造り変えられ、栄光化された選民を、三一の神との合併の中へともたらすことである。それによって、信者たちと神は永遠にわたって一となる (ヨハネ14:20; 17:21, 23)。神の有機的な救いを完全に経験することは、キリストの命の中で王として支配することと等しい (ローマ5:17)。この時代、信者たちはキリストを命として完全に経験し享受することによって、罪と死に対し王として支配することができる。そして、究極的に、新エルサレムにおいて、信者たちは永遠にわたって神と共に命の中で王として支配する (啓示録22:5)。

### 召会（教会）
召会（教会）はキリストのからだである (エペソ人1:22-23, コロサイ1:24)。そのようなものとして、召会は有機体であり(ヨハネ15:1-8)、組織ではない。召会は、すべての贖われ、再生された信者たちから成る新しい人でもある(エペソ2:15-16)。キリストの十字架上での働きは、ユダヤ人と異邦人を分けていた規定を廃棄し、すべての信者たちが真にブレンディングされて一人の新しい人になる道を開いた。キリストの豊満としての召会は、信者たちがキリストの計り知れない豊富を享受した結果であり(エペソ3:8)、またキリストにふさわしい花嫁また配偶者でもある(ヨハネ3:29)。最高の定義において、召会は手順を経た三一の神の分与と、超越したキリストの伝達の結果である(エペソ1:22)。 この召会は地方召会（教会）として表現される。
マタイによる福音書第16章18節で、主は言いました、「わたしはこの岩の上に、わたしの召会を建てる」。ここの主の言葉は、宇宙召会の建造のことを指しています。主は岩としてのご自身の上に、宇宙における召会を建てることを願っていますが、その建造は地方召会を通して成されます。もし主が地方召会を建造しないなら、宇宙召会の建造を始める場所がないでしょう。わたしたちはこの事を考えなければなりません。もし、地方召会の建造がなければ、宇宙召会はないでしょう。ですから、地方召会は宇宙召会の実際であり、実行です。主が宇宙召会を建造することでさえ、彼が地方召会を建造することを通して得られるのです。—ウイットネス・リー、召会の証しと立場

### 召会（教会）の実行
集会し奉仕する聖書的な道は、伝統的な方法とは対照的です。（本書の）第四章で、わたしたちは、集会し奉仕する伝統的な方法が、天然的であり、人の天然的で堕落した状況に合い、・・・宗教的であり、宗教のために人間社会の方法を採用するのを見ました。これに対して、集会し奉仕する聖書的な道は、霊的であり、生きている霊的な人の味わいに合い、そして人に生きていること、霊の中にいることを要求します。—ウイットネス・リー、キリストのからだの建造のために集会し奉仕する聖書的な道 第6章
パンさきや浸水によるバプテスマなどの聖書的な実行の目標は、信者たちを助けて、キリストのからだの生ける肢体として機能するようにすることである。コリント人への第一の手紙第14章で啓示されているような預言は、「おもに予言や予告をすることを意味するのではない。預言することはおもに神のために語り、神を人に語り出し、キリストを人の中へと語り、分与することである。」　キリストのからだを建造するためには、四つの極めて重要な実行がある。それは、生むこと、養うこと、教えること、建造することである。生むことは、罪人をキリストに導いて、彼らが神から生まれるようにすることである(Ⅰコリント4:15)。これらの初信者たちは、聖書の神聖な供給で養われなければならない(Ⅰテサロニケ2:7, ヨハネ21:15)。初信者は成長するにつれて、真理とからだの機能において成就されなければならない。最終的に、すべての信者はエペソ人への手紙第4章12節と16節の模範にしたがって、キリストのからだの建造へと至らせる働きにもたらされなければならない。

### 召会（教会）の中の信者たちの一の根拠
キリストのからだとしての召会（教会）には二つの面、すなわち宇宙的な面と地方的な面がある。特定の地方におけるキリストのからだの正しい表現は、信者たちがその地方において召会として集会し（「エペソに在る教会」、「コリントに在る教会」、「テサロニケに在る教会」などのように）、複数人からなる一つの長老職を持ち(テトス1:5, 使徒14:32)、種族、文化、社会、二次的な教理、遵守の違いなどに関わらず(コロサイ3:11)、キリストにあるすべての信者たちを召会の肢体として受け入れることによって始まる。
召会はこの地上の地方で表現されます。そして召会の表現がある所で、その表現は一つでなければなりません。単純になりましょう。キリスト教の混乱によって複雑にならないようにしましょう。どのような召会に属するかと人に尋ねることは恥です。もしだれかが兄弟であるなら、それを知るだけで十分です。わたしは召会に属します。あなたも召会に属します。わたしたちはみな召会に属します。—ウイットネス・リー、召会生活の実行のための基本原則

### 新エルサレム
新エルサレムは、「全聖書の完成された神聖な啓示の集大成――すべての予言、予表、しるし、影の成就の総合計」である。　新エルサレムは物質の都ではなく、霊的な意義を持つしるし(啓示録1:1)、象徴である。　新エルサレムは、「三一の神と、彼の贖われ、再生され、造り変えられた人々との完全なミングリング」である。　神性（三一の神）と人性（すべての信者たち）のミングリングの構成体として、新エルサレムは小羊の妻であり(啓示録21:9)、神の幕屋である(啓21:3)。新エルサレムは、聖書の最後で最大のしるしとして、神のすべての働きの目標であり、また結果である。
ヘブル人への手紙第11章10節は、わたしたちに神は聖なる都、新エルサレムの設計者であり、建設者であることを告げます（ヘブル12:22前半、啓21:2）。これは、神が新エルサレムの建造者であることを示します。この神の建造する働きは、旧約の聖徒たちを成就することにおいて始まり、古い経綸における族長たちをもって始まりました。それは新しい経綸において、円熟した信者たちを生み出すためにもっと強力に続けられています。実際に、全聖書は、神の建造の働きの完全な記録であり、神は彼の完全な現れとしての新エルサレムを建造して、永遠にわたる彼の完全な表現を得られます。...—ウイットネス・リー、新約の結論 第1巻 メッセージ20

## キリスト教に対するウイットネス・リーの見解
ウイットネス・リーは一つの制度としてのキリスト教には批判的であったが、もう一面で、共通の信仰に基づいてすべての信者を受け入れる必要があることを強調した(テトス1:4, ユダ3節)。
この堕落した宗教組織は、天然的な、人間的な、伝統的な、文化的な、宗教的な方法を取っています。人間的に言えば、宗教は良いものですが、霊的に言えば、それは神のエコノミーと相いれないものです。神は宗教を求めているのではありません。神は確かに彼のエコノミーが達成されるのを見たいのです。わたしたちは宗教のためにここにいるのではなく、神のエコノミーのためにここにいます。すなわち、神の完成されたキリストを増殖して、そのようなキリストのからだとして召会を生み出すためにここにいるのです。—ウイットネス・リー、新約エコノミーを実行するための神の定められた道 第三章
召会は、わたしたちを救う共通の信仰にあずかるすべての人を含みます。この共通の信仰とは、エペソ人への手紙第4章5節で語られている「一つ信仰」です。この信仰は、救われたすべての人たちが共通に保持しているものです（Ⅱペテロ1:1）。この信仰は、信者たちを一にし、信者たちを分裂させません。どんな信条や教えの体系も共通の信仰を越えるなら、信者たちを分裂させてしまいます。—ウイットネス・リー、聖書の重要な真理、第6巻
ウイットネス・リーは、キリスト教の中のある実行は聖書的ではないと教えた。例えば、宗派の名前を用いることや、聖職者・平信徒聖徒などである。それにもかかわらず、彼はしばしば、すべてのクリスチャンの間の一の必要性を強調した。

## 出版物
ウイットネス・リーが語ったメッセージ多くは、400冊以上、出版されており、14カ国語以上に翻訳されている。　ウイットネス・リーの最大の書物の働きは、聖書のライフスタディである。ライフスタディは、聖書のすべての書の解説であり、25,000ページ以上あり、信者たちがキリストの中にある神の神聖な命を、聖霊を通して享受し経験するという見地から書かれている。ライフスタディの後、リーは結晶の学びを開始し、聖書の各書の高い点や「結晶」に着目した。しかしながら、彼はこの働きを完成する前に召された。
ウイットネス・リーは、中国語の新約聖書の新しい訳、回復訳聖書の編集長でもあった。彼は英語の回復訳聖書の翻訳も指導した。
それ以外に、ウイットネス・リーは中国語の詩歌を作詩し、収集し、翻訳した。1963年と1964年に、彼は約200曲の新しい詩歌を書き、それを他の作者の詩歌と編纂した。それから、詩歌を項目別に分け、1,080曲からなる詩歌集をリビング・ストリーム・ミニストリーによって出版した。